# Mandarino (funzionario)

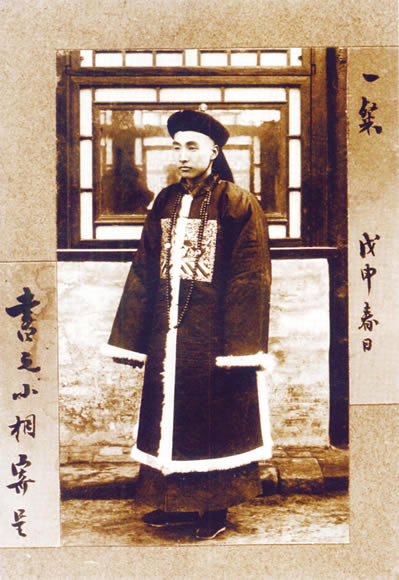
Mandarino cinese del periodo della dinastia Qing

Il mandarino era un funzionario della Cina imperiale e del Vietnam feudale, dove il sistema degli esami imperiali e dei funzionari-letterati fu adottato appunto sotto l'influenza cinese.

## Etimologia e significato
Il termine trae origine dalla parola portoghese mandarim, che significa "ministro" o "consigliere". Quest'ultima a sua volta viene dall'antica parola sanscrita mantrim ("consigliere", "capo") usata per tradurre la parola cinese guān (官) e derivata da mantra ("consiglio"), collegata alla radice indoeuropea man- ("pensare", "sapere"), da cui anche il latino mens ("mente").
Una teoria alternativa è che il termine venga dalla locuzione cinese mǎndàren (满大人), che significa "funzionario manciù". Tuttavia, dal momento che non vi è alcuna prova diretta che sostenga questa ipotesi, e che la parola "mandarino" è attestata agli inizi del XVI secolo, prima dell'insediamento della dinastia Qing, essa è ritenuta improbabile dai linguisti.
Il termine "mandarino", oltre che per indicare un antico funzionario dell'impero cinese, si usa anche per riferirsi alla "lingua dei mandarini", il cosiddetto guanhua: la lingua franca utilizzata tra i funzionari durante le dinastie Ming e Qing. Essa era un tentativo di elaborare una parlata comune, basato sulle pronunce dei dialetti appartenenti alla famiglia del cinese mandarino.
Nelle lingue occidentali moderne, compreso l'italiano, la parola "mandarino" si usa anche in modo estensivo per indicare qualsiasi funzionario o personaggio pubblico che gode di privilegi e si comporta in modo autoritario. In questo senso, il termine assume talvolta una sfumatura ironica o sarcastica, specie nei paesi di lingua inglese.

## I mandarini come casta
La carica di funzionario era, teoricamente, aperta a tutti i cittadini maschi: n'erano esclusi i poliziotti, gli attori e coloro ch'erano impiegati in lavori servili. Tuttavia, solo le famiglie nobili potevano permettersi gl'ingenti costi per mantenere uno (o più) figli agli studi.
I funzionari solevano approfittarsi della loro posizione di potere. Essi arrivavano alle cariche dopo molti studi, a carico delle loro famiglie che, ritenendo ciò un investimento, attendevano che il figlio ottenesse la carica in modo che ricambiasse la famiglia. Le persone comuni tolleravano i quotidiani abusi di potere adoperati dai funzionari. Essi operavano con disinvoltura, talvolta con impudenza, in diverse attività economiche.
Anche gli impiegati conseguivano profitti dalle loro cariche. I magistrati di distretto e i prefetti s'avvalevano, per i loro affari, dei loro subalterni, poiché quest'ultimi conoscevano bene la situazione locale. In tal modo gli impiegati abusavano della loro funzione, indispensabile in questo contesto.

## Storia
In Occidente il termine "mandarino" è associato al concetto di funzionario-letterato, che si immergeva nella poesia, nella letteratura e nella sapienza confuciana in aggiunta allo svolgimento di funzioni pubbliche. Per circa 1.300 anni dal 605 al 1905, i mandarini furono infatti selezionati in base ai meriti attraverso esami imperiali estremamente rigorosi.
La Cina ha avuto funzionari pubblici, provenienti dalla piccola e istruita nobiltà feudale, fin dal periodo delle primavere e degli autunni. Per gl'incarichi relativi ai vari campi dell'amministrazione s'era andato formando in ogni Stato un organico preposto a compiti amministrativi specifici. I direttori di settore venivano scelti fra gli shì (士), in origine i cadetti delle famiglie nobili. Essi divennero i burocrati dei vari stati man mano che quest'ultimi si tramutavano da principati in regni sempre più accentrati. Dal VII secolo a.C. i nuovi territori conquistati non vennero più dati in feudo, ma affidati a rappresentanti del re, che quindi erano a capo d'unità amministrative territoriali. Alla gerarchia feudale gradualmente s'affianca e si sostituisce la gerarchia burocratica. Nel periodo degli Stati Combattenti il re era coadiuvato da un Consiglio dei Sei Anziani, mentre i Sei Ministri, che erano a capo di diversi settori dell'amministrazione statale, amministravano il regno. I Sei Ministri, che ricompariranno sotto la dinastia Tang, emanavano le direttive ai funzionari locali e ne ricevevano le relazioni.
Al principio dell'impero i funzionari venivano arruolati in base al metodo della segnalazione. Il primo imperatore della dinastia Han Gao Zu chiese ai burocrati locali di segnalare al governo centrale chi poteva essere capace di ricoprire le alte cariche pubbliche. In seguito questo sistema venne ufficializzato: i funzionari d'alto grado segnalavano i loro parenti affinché questi rivestissero le cariche di funzionari locali; questi proponenti erano poi responsabili dell'operato dei loro candidati. Nondimeno prima di diventare funzionario si dovevano passare gli esami imperiali, predisposti dal Ministero dei Riti. Tuttavia la maggioranza delle posizioni di rango elevato erano occupate da parenti del sovrano e dall'aristocrazia cinese. Non fu prima della dinastia Tang che il mandarinato assunse la sua forma definitiva mediante la sostituzione del sistema dei nove ranghi, diffuso dal periodo dei Tre Regni fino a quello delle dinastie del Nord e del Sud. I mandarini furono i fondatori e il nucleo dei proprietari terrieri cinesi. Vennero sostituiti da una moderna amministrazione pubblica dopo la caduta della dinastia Qing.
Il guardaroba di un mandarino durante la dinastia Qing comprendeva il copricapo da funzionario manciù (un berretto di velluto nero in inverno o in tessuto di malacca in estate, con una decorazione a forma di pinnacolo sulla cima) e una "placca da mandarino" (un distintivo di forma quadrata cucito sulla veste). L'ufficio e la residenza di un mandarino erano chiamati yamen.

## Classificazione
La dinastia Qing (1644–1912), organizzò la burocrazia imperiale in una duplice scala di nove ranghi affiancante uffici civili ed uffici militari, prevedente anche sotto-categorie (primarie e secondarie) per i ranghi. Gli uffici civili andavano dall'attendente dell'imperatore o Gran Segretario nella Città Proibita, al vertice, al magistrato di contea, all'esattore delle tasse della prefettura, al vice-direttore d'un penitenziario, al vice-commissario di polizia o esaminatore delle tasse al fondo. Gli uffici militari andavano dal maresciallo di campo o ciambellano della guardia imperiale al sergente di terza classe, caporale o soldato semplice, di prima o seconda classe.
Nella tabella che segue, "na" è l'abbreviazione di 正n品S, lett. "N-esimo grado, primario" e "nb" è l'abbreviazione di 從n品S, lett. "N-esimo grado, secondario".
| Rango/Grado | Ufficio civile | Ufficio militare |
| ----------- | --- | --- |
| 1a          | Attendente dell'Imperatore o Gran Segretario | Maresciallo di campo o Ciambellano della guardia imperiale |
| 1b          | Vice-attendente dell'Imperatore, Attendente dell'appartamento dell'Erede imperiale, Presidente di una Corte, di un Ufficio o di un Censorato                                 | Tenente generale di una delle Otto Bandiere, Generale in capo mancese (o Generale di guarnigione/Ufficiale più alto in grado in una città mancese), Comandante in capo di guarnigione provinciale dell'esercito |
| 2a          | Vice-attendente dell'appartamento dell'Erede imperiale; Vice-Presidente di una Corte o di un Ufficio; Ministri della Casa Imperiale; Governatore generale di una provincia   | Capitano generale di una Bandiera o Comandante di divisioni o Brigadiere generale |
| 2b          | Cancelliere della Casa Imperiale o dell'Accademia Hanlin, Sovrintendente alla Finanza, Governatore provinciale o Assistente Governatore-generale                             | Maggiore generale o Colonnello |
| 3a          | Assistente vice-presidenti del Censorato, Giudice provinciale, Direttore di una corte o di un'attività                                                                       | Brigadiere di artiglieria, moschetteria o degli scout o Colonnello di divisione delle Bandiere |
| 3b          | Direttore del banchetto imperiale, Direttore delle stalle imperiali, Controllore del sale                                                                                    | Comandante di brigata delle Bandiere fuori Pechino |
| 4a          | Direttore o vice-direttore della Casa imperiale, di una Corte, di un Censorato, delle Relazioni Estere o Ufficiale di Circoscrizione                                         | Tenente colonnello di artiglieria, moschetteria o degli scout o Maggiore della polizia di Pechino |
| 4b          | Istruttori del Gran Segretariato e dell'Accademia Hanlin o Prefetto | Capitano o Assistente maggiordomo di palazzo principesco |
| 5a          | Vice-supervisore dell'istruzione all'Accademia Hanlin o Sottoprefetto | Capitano di polizia, Tenente |
| 5b          | Assistente insegnante e/o bibliotecario di un istituto imperiale o dell'Accademia Hanlin, Assistente direttore di commissione e/o tribunale, Censore                         | Sottotenente della guardia [alla porta] cittadina o Capitano di seconda classe |
| 6a          | Segretario o tutore presso gli istituti [scolastici] imperiali e l'accademia Hanlin; Segretari e Responsabili di registro presso gli uffici imperiali; magistrato di polizia | Guardia del corpo, Tenente di artiglieria, di moschetteria o degli scout, Sottotenenti |
| 6b          | Assistente segretario in un ufficio imperiale o Segretario legale, Vice-prefetto provinciale, Sacerdote buddista/taoista                                                     | Sottotenente di polizia |
| 7a          | Assistente dei magistrati di polizia, Ufficiale del registro degli studi, Direttore degli studi a Pechino, Magistrato di contea/distretto                                    | Guardia [alla porta] cittadina o Sottotenente |
| 7b          | Segretario di un governatore, Controllore del monopolio del sale o Responsabile di stazione postale                                                                          | Assistente maggiordomo presso il palazzo di un nobile |
| 8a          | Assistente del magistrato distrettuale, Segretario della prefettura, Direttore agli studi del Distretto                                                                      | Signifero |
| 8b          | Vice-direttore agli studi o Archivista del monopolio del sale | Sergente di prima classe |
| 9a          | Direttore di un penitenziario, Ufficiale del registro distrettuale, Archivista della prefettura                                                                              | Sergente di seconda classe |
| 9b          | Esattore delle tasse della prefettura, Vice-direttore di penitenziario, Vice-commissario di polizia, Esaminatore fiscale                                                     | Sergente di terza classe, Caporale o Soldato semplice, di prima o seconda classe |